# Takin' My Time
Takin' My Time är ett musikalbum av Bonnie Raitt, lanserat 1973 på skivbolaget Warner Bros. Records. Albumet var hennes tredje studioalbum och nådde plats 87 på Billboard 200-listan. Skivan producerades av John Hall och bland medverkande musiker kan nämnas Lowell George och Taj Mahal.

## Låtlista
(kompositör inom parentes)
1. "You've Been in Love Too Long" (Ivy Hunter, Clarence Paul, William Stevenson) – 3:43
2. "I Gave My Love a Candle" (Joel Zoss) – 4:20
3. "Let Me In" (Yvonne Baker, Alphonso Howell, George Minor) – 3:38
4. "Everybody's Cryin' Mercy" (Mose Allison) – 3:29
5. "Cry Like a Rainstorm" (Eric Kaz) – 3:55
6. "Wah She Go Do" (Calypso Rose) – 3:12
7. "I Feel the Same" (Chris Smither) – 4:40
8. "I Thought I Was a Child" (Jackson Browne) – 3:49
9. "Write Me a Few of Your Lines/Kokomo Blues" (Mississippi Fred McDowell) – 3:36
10. "Guilty" (Randy Newman) – 2:58

## Fotnoter
1. ↑  https://www.billboard.com/music/bonnie-raitt/chart-history/billboard-200